# Rumänische Basketballnationalmannschaft
Die rumänische Basketballnationalmannschaft repräsentiert Rumänien bei Basketball-Länderspielen der Herren, etwa bei internationalen Turnieren und bei Freundschaftsspielen.
Das Team konnte sich bisher einmal für Olympische Spiele und 16-mal für Europameisterschaften qualifizieren. Eine Teilnahme an einer Weltmeisterschaft gelang bisher nicht.

## Geschichte
Die Nationalmannschaft Rumäniens trat im Jahre 1932 der FIBA – welche im selben Jahr gegründet wurde – bei.

### Die ersten EM-Teilnahmen (1935–1951)
Die Rumänen nahmen 1935 an der ersten jemals ausgetragenen Basketball-Europameisterschaft teil. Alle drei Spiele gingen verloren und man wurde 10. und damit Letzter. Bei den nächsten Teilnahmen, 1947 und 1951, hatte man ebenfalls keine Chance die Finalrunde zu erreichen, belegte am Ende Platz 10 bzw. 13.

### Olympisches Basketballturnier 1952
Aufgrund eines Freiloses bestritt das Nationalteam beim olympischen Basketballturnier 1952 in Helsinki nur zwei Spiele:
- Kanada – Rumänien 72:51
- Rumänien – Italien 39:53

Durch die beiden Niederlagen verpasste die Mannschaft den Einzug in die Finalrunde und wurde 23. und damit Letztplatzierter des Turniers.

### Achtungserfolge bei Europameisterschaften (1955–1961)
Bei der EM 1955 gelang es dem Team erstmals in die Finalrunde vorzustoßen. Von den vier Spielen in der Vorrunde ging nur eines gegen die UdSSR verloren. In der Finalrunde gewann man schließlich zwei der sieben Spiele und beendete die EM auf dem 7. Platz. Mit einer ausgeglichenen Bilanz von fünf Siegen in fünf Spielen wurde die EM 1957 abgeschlossen. Dies reichte zu einem 5. Platz.

### Etablierung im europäischen Basketball (1963–1987)
Zwischen 1963 und 1975 nahm Rumänien ununterbrochen an den Europameisterschaften teil und war damit ein fester Bestandteil dieses Wettbewerbs. Bei der EM 1967 wurde dabei ein weiteres Mal der 5. Platz erreicht. Mit einer Bilanz von sechs Siegen aus neun Spielen war es zugleich auch die erfolgreichste EM, die Rumänien jemals spielte. Dieses gute Abschneiden konnte in den Jahren danach nicht mehr wiederholt werden, jedoch schaffte das Team es bis 1975 – und damit seit 1955 elfmal in Folge – sich immer für den kontinentalen Wettbewerb zu qualifizieren. Nach zehn Jahren ohne Teilnahme gelangen 1985 und 1987 nochmals zwei Teilnahmen an einer Europameisterschaft, die auf Platz 10 bzw. 12 abgeschlossen wurden.

### 1987-heute
Das rumänische Nationalteam schaffte es seit 1987 nicht mehr sich für ein internationales Großturnier zu qualifizieren. Als eines von vier Ausrichtungsländern war Rumänien für die Basketball-Europameisterschaft 2017 automatisch qualifiziert.

## Bekannte Spieler
- Gheorghe Mureșan, war gemeinsam mit Manute Bol der größte Spieler (2,31 m), der jemals in der NBA aktiv war. Er spielte bei den New Jersey Nets und den Washington Bullets.
- Horia Demian, spielte 165-mal für das Nationalteam.
- Andrei Folbert, war 25 Jahre lang Kapitän der Nationalmannschaft und wurde bei der EM 1955 zum MVP gewählt.

## Bekannte Trainer
- Liviu Călin
- Johnny Neumann
- Stacey Nolan

## Abschneiden bei internationalen Wettbewerben
| - noch nie qualifiziert |  | - 1952: 23. Platz |

### Europameisterschaften
| - 1935 – 10. Platz - 1947 – 10. Platz - 1951 – 13. Platz - 1955 – 07. Platz - 1957 – 05. Platz - 1959 – 08. Platz - 1961 – 07. Platz - 1963 – 11. Platz | - 1965 – 13. Platz - 1967 – 05. Platz - 1969 – 09. Platz - 1971 – 08. Platz - 1973 – 09. Platz - 1975 – 11. Platz - 1985 – 10. Platz - 1987 – 12. Platz |